# Henneguya zschokkei
Henneguya zschokkei o Henneguya salminicola è una specie di parassita di alcune specie di salmone del genere Oncorhynchus. 
Henneguya zschokkei è il primo e finora unico animale multicellulare a cui manca il genoma mitocondriale e i tipici mitocondri, ciò significa che non utilizza la respirazione aerobica per produrre energia, ma qualche altro modo ancora sconosciuto; in quanto tale non respira ossigeno.
Mentre gli eucarioti sono noti per la loro respirazione aerobica, alcuni lignaggi unicellulari che crescono in ambienti ipossici hanno perso questa capacità. In assenza di ossigeno, i mitocondri di questi organismi hanno perso tutto o parte dei loro genomi e si sono evoluti in organelli correlati ai mitocondri (MRO). L'esistenza dei MRO negli animali è stata oggetto di discussione.